# Johnny Whitaker
John "Johnny" Orson Whitaker, Jr. (n. Van Nuys, Estados Unidos, 13 de diciembre de 1959) es un actor y cantante estadounidense, conocido por sus actuaciones en el cine y en la televisión durante su niñez, retratando al personaje de Tom Sawyer en la película Las aventuras de Tom Sawyer (1973). Interpretó el papel de Jody en la serie Family Affair (1966-1971) y el papel de Scotty Baldwin en General Hospital (1965).

## Biografía

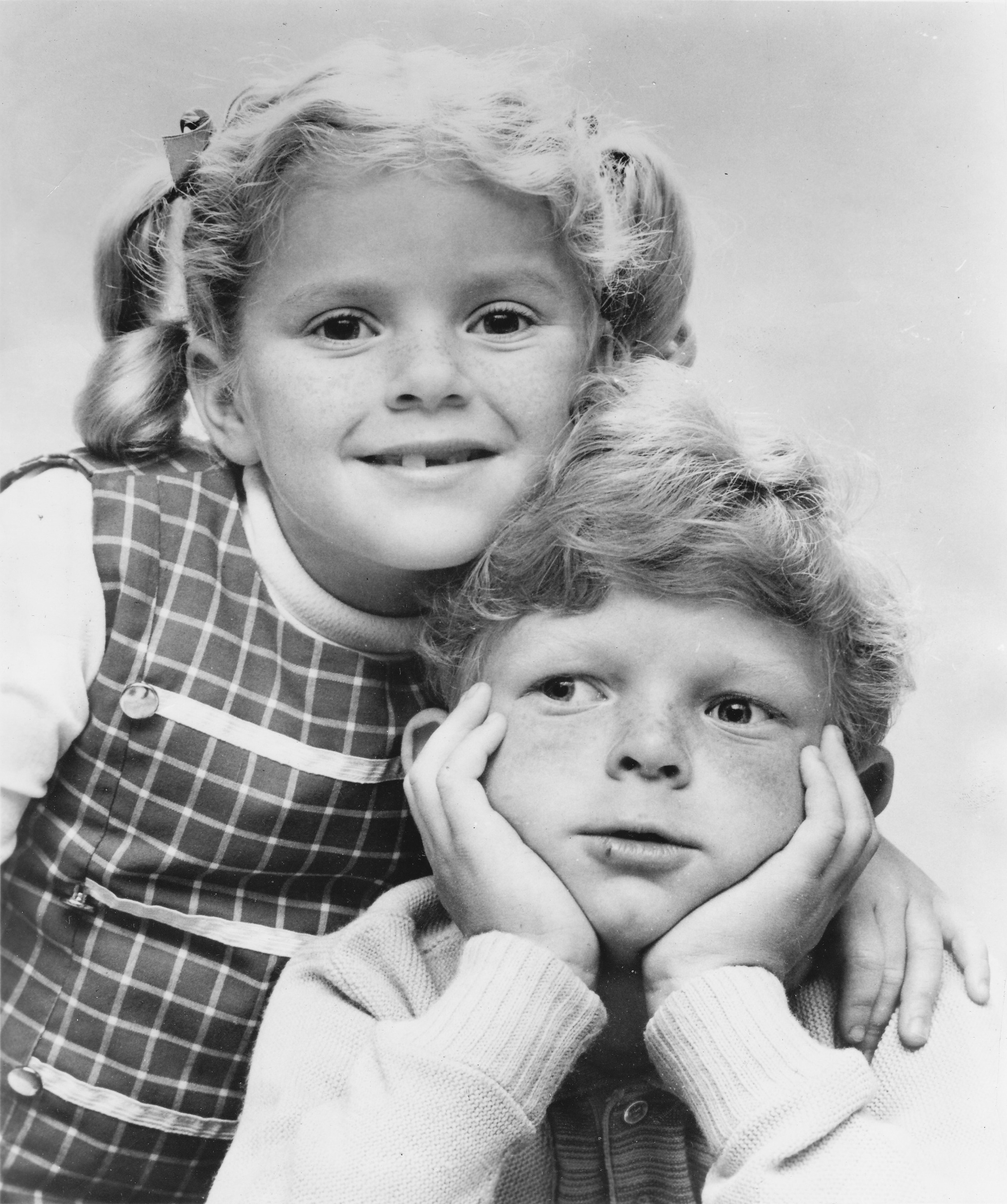
Whitaker, con Anissa Jones en Family Affair, 1967.

Whitaker, nació en el distrito de Van Nuys, California, siendo el quinto de los ocho hijos de Thelma y John O. Whitaker, Sr. Comenzó su carrera como actor a la edad de tres años al aparecer en un comercial de televisión para un distribuidor local de automóviles usados. En 1965, interpretó el personaje del joven Scotty Baldwin en la telenovela General Hospital. En 1966, actuó en la película The Russians Are Coming, the Russians Are Coming también protagonizada por el actor Brian Keith, quién sería el tío de Whitaker en la serie Family Affair.
Family Affair se emitió desde 1966 hasta 1971, contando la historia de Jody Davis, un niño huérfano de 6 años de edad, que vive en un apartamento en la ciudad de Nueva York con sus hermanas Buffy (Anissa Jones) y Cissy (Kathy Garver), junto con su tío Bill (Brian Keith), y su mayordomo (Sebastian Cabot). Fuera del set, Whitaker era amigo cercano de Keith, que se convirtió en un segundo tío para él.
Whitaker se graduó de la Preparatoria de Sylmar, y luego pasó dos años en Portugal como misionero. A su regreso a los Estados Unidos, asistió a la Universidad Brigham Young, donde se graduó en 1986 con un diploma en Comunicaciones. Trabajó brevemente como consultor informático en la CBS, y más tarde se unió a una agencia de talentos, propiedad de su hermana.
En 1999, Whitaker fue honrado por la Young Artist Foundation con el premio "Lifetime Achievement Award", premio que reconoce sus logros sobresalientes en la industria del entretenimiento como estrella infantil.

## Vida personal
Whitaker estuvo casado con Symbria Wright, desde 1984 hasta 1988. Creó una fundación para ayudar a los adictos y alcohólicos de habla española. También se ha dedicado a su propia rehabilitación.